# Alice White
Pour les articles homonymes, voir White.
Alice White, née Alva White, (25 août 1904 - 19 février 1983) est une actrice américaine de cinéma.

## Biographie
Née Alva White, à Paterson, elle décède le 19 février 1983.

## Filmographie
- 1927 : The Sea Tiger de John Francis Dillon : Manuella
- 1927 : The Satin Woman de Walter Lang : Jean Taylor
- 1927 : Chiffons (The American Beauty) de Richard Wallace : Claire O'Riley
- 1927 : Breakfast at Sunrise (en) de Malcolm St. Clair : Loulou
- 1927 : La Vie privée d'Hélène de Troie (The Private Life of Helen of Troy) d'Alexander Korda
- 1927 : The Dove, de Roland West : Bit
- 1928 : Gentlemen Prefer Blondes de Malcolm St. Clair : Dorothy Shaw
- 1928 : Mad Hour de Joseph C. Boyle : Aimee
- 1928 : La Petite Dame du vestiaire (Naughty Baby) de Mervyn LeRoy
- 1928 : The Big Noise : Sophie Sloval
- 1928 : Harold Teen de  Mervyn LeRoy : Giggles Dewberry
- 1928 : Three-Ring Marriage : Trapeze Performer
- 1928 : Lingerie, de George Melford : Angele Ree ('Lingerie')
- 1928 : Show Girl : Dixie Dugan
- 1928 : Naughty Baby : Rosalind McGill
- 1929 : Hot Stuff, de Mervyn LeRoy : Barbara Allen
- 1929 : Papillons de nuit (Broadway Babies) de Mervyn LeRoy : Delight 'Dee' Foster
- 1929 : The Girl from Woolworth's : Pat King
- 1929 : The Show of Shows de John G. Adolfi : (chanson "If I Could Learn to Love")
- 1930 : Playing Around : Sheba Miller
- 1930 : Showgirl in Hollywood de Mervyn LeRoy : Dixie Dugan
- 1930 : Sweet Mama : Goldie
- 1930 : Sweethearts on Parade : Helen
- 1930 : The Widow from Chicago : Polly Henderson, aka Polly Dorgan
- 1931 : The Naughty Flirt : Miss Katherine Constance 'Kay' Elliott
- 1931 : Murder at Midnight de Frank Strayer : Millie Scripps
- 1933 : Entrée des employés (Employees' Entrance), de Roy Del Ruth : Polly Dale
- 1933 : Luxury Liner : Milli Stern
- 1933 : Picture Snatcher de Lloyd Bacon : Allison
- 1933 : Son dernier combat (en) (King for a Night) de Kurt Neumann : Evelyn
- 1934 : Un voyage mouvementé (Cross Country Cruise) d'Edward Buzzell : May
- 1934 : Jimmy the Gent, de Michael Curtiz : Mabel
- 1934 : A Very Honorable Guy : Hortense Hathaway
- 1934 : Gift of Gab : Margot
- 1934 : Secret of the Chateau : Didi Bonfine
- 1935 : Sweet Music d'Alfred E. Green : Lulu Betts Malone
- 1935 : Coronado : Violet Wray Hornbostel
- 1937 : La Grande ville (Big City) de Frank Borzage : Peggy Devlin
- 1937 : Telephone Operator : Dottie Stengal
- 1938 : King of the Newsboys (en) : Dolly
- 1938 : Annabel Takes a Tour : Marcella, Hotel Manicurist
- 1941 : Night of January 16th de William Clemens : Flashy Blonde
- 1942 : Girls' Town de Victor Halperin : Nicky
- 1949 : Boulevard des passions (Flamingo Road) de Michael Curtiz : Gracie
- 1958 : The Ann Sothern Show (série TV) : Anna